# Oliver Petszokat
Oli.P, właśc. Oliver Alexander Reinhard Petszokat (ur. 10 sierpnia 1978 w Berlinie) – niemiecki aktor piosenkarz, aktor i prezenter telewizyjny, były tancerz.

## Życiorys
Jest synem policjanta, Reinharda Petszokata. W 1995 został mistrzem Niemiec w tańcu sportowym. W 1996 zadebiutował jako aktor rolą w operze mydlanej Alle zusammen – Jeder für sich w RTL II. Popularność przyniosła mu rola w serialu Gute Zeiten, schlechte Zeiten. W 2003 zagrał główną rolę w filmie Motown. 

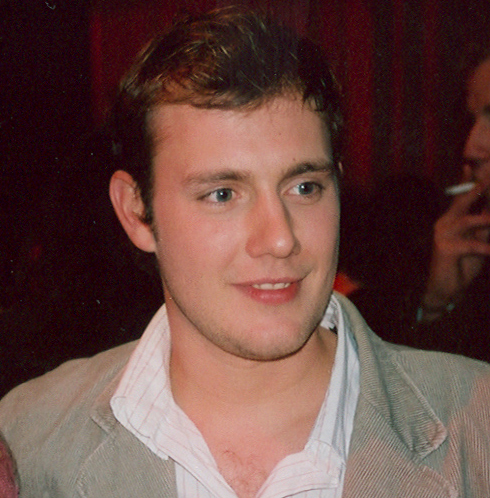
Oli.P (2004)

W 1998 rozpoczął karierę muzyczną, nagrywając w duecie z Tiną Frank cover ballady Herberta Grönemeyera „Flugzeuge im Bauch” z 1985. Singlem tym osiągnął duży sukces komercyjny. W 1998 wydał swój debiutancki album studyjny pt. Mein Tag. Swoją pozycję na rynku ugruntował w 1999 kolejnymi przebojami: „I Wish” i „So bist du” (cover piosenki Petera Maffaya z 1974). W tym samym roku wydał album pt. o.ton, a w następnych latach kolejne płyty: P.ulsschlag (2001), Startzeit (2002), Freier Fall (2004), Wie früher (2016), Alles Gute (2019), Hey Freiheit – Das Album (2023) i Wunder (2024).
Zasiadł w komisji jurorskiej programu Die Deutsche Stimme 2003. Prowadził niemiecką wersję programu Big Brother. W 2006 w parze z Kati Winkler zwyciężył w finale programu rozrywkowego Stars auf Eis.

### Życie prywatne
W 1999 poślubił aktorkę Tatiani Katrantzi, z którą ma syna i od 2007 jest w separacji.

## Dyskografia
Albumy studyjne
- Mein Tag (1998)
- o.ton (1999)
- P.ulsschlag (2001)
- Startzeit (2002)
- Freier Fall (2004)
- Wie früher (2016)
- Alles Gute (2019)
- Hey Freiheit – Das Album (2023)
- Wunder (2024)